# Birkin (tas)

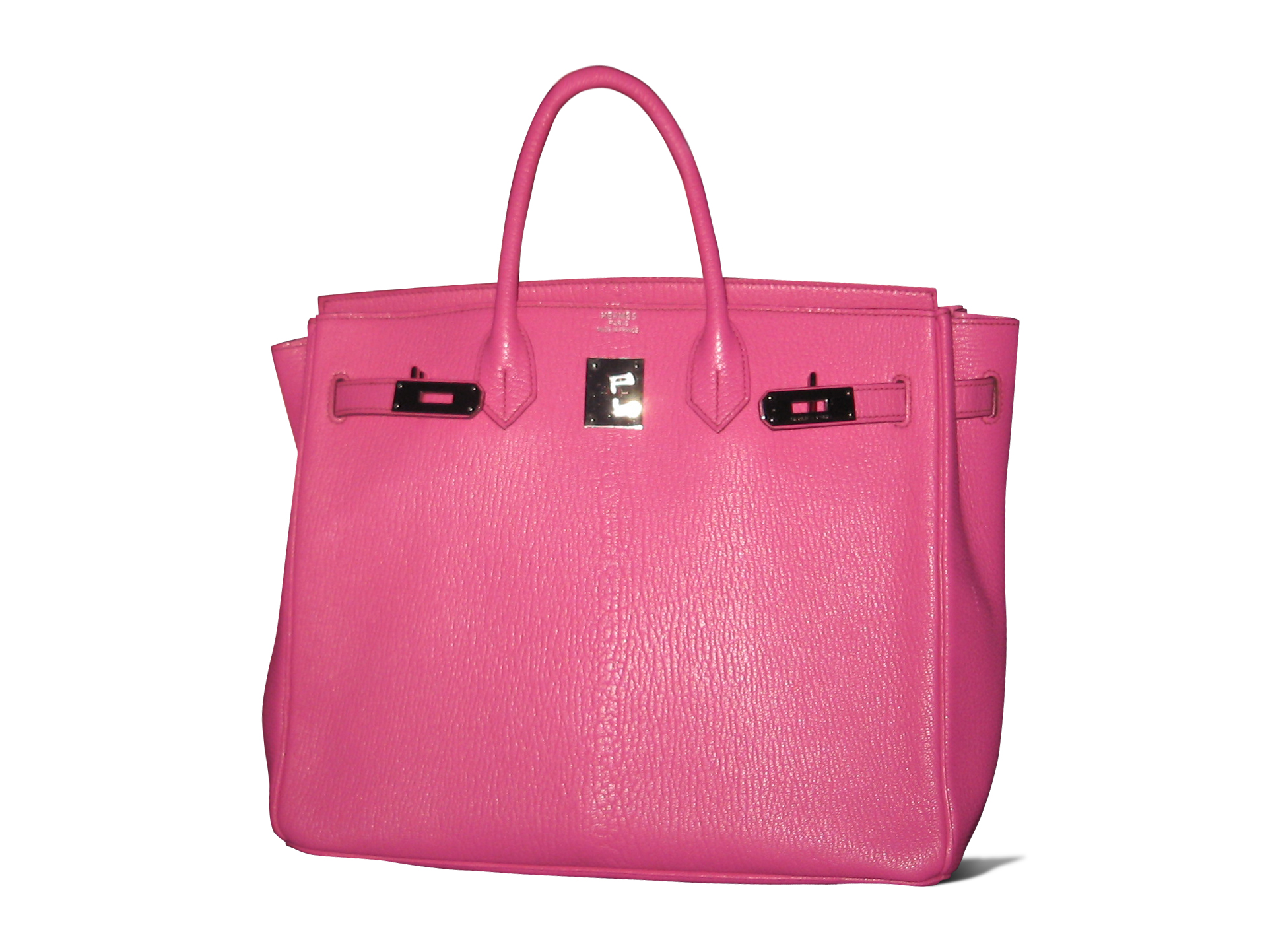
Een roze Hermès Birkin-tas

De Birkin-tas (Frans: sac Birkin, Engels: Birkin bag, ook bekend onder de afgekorte naam Birkin) is een type tas dat sinds 1984 door het modemerk Hermès wordt gemaakt. De tas is vernoemd naar Jane Birkin.
Het model vertegenwoordigt een aanzienlijke economische waarde en is zodanig populair dat er in veel van de Hermès-winkels een wachtlijst voor is.

## Uitvinding

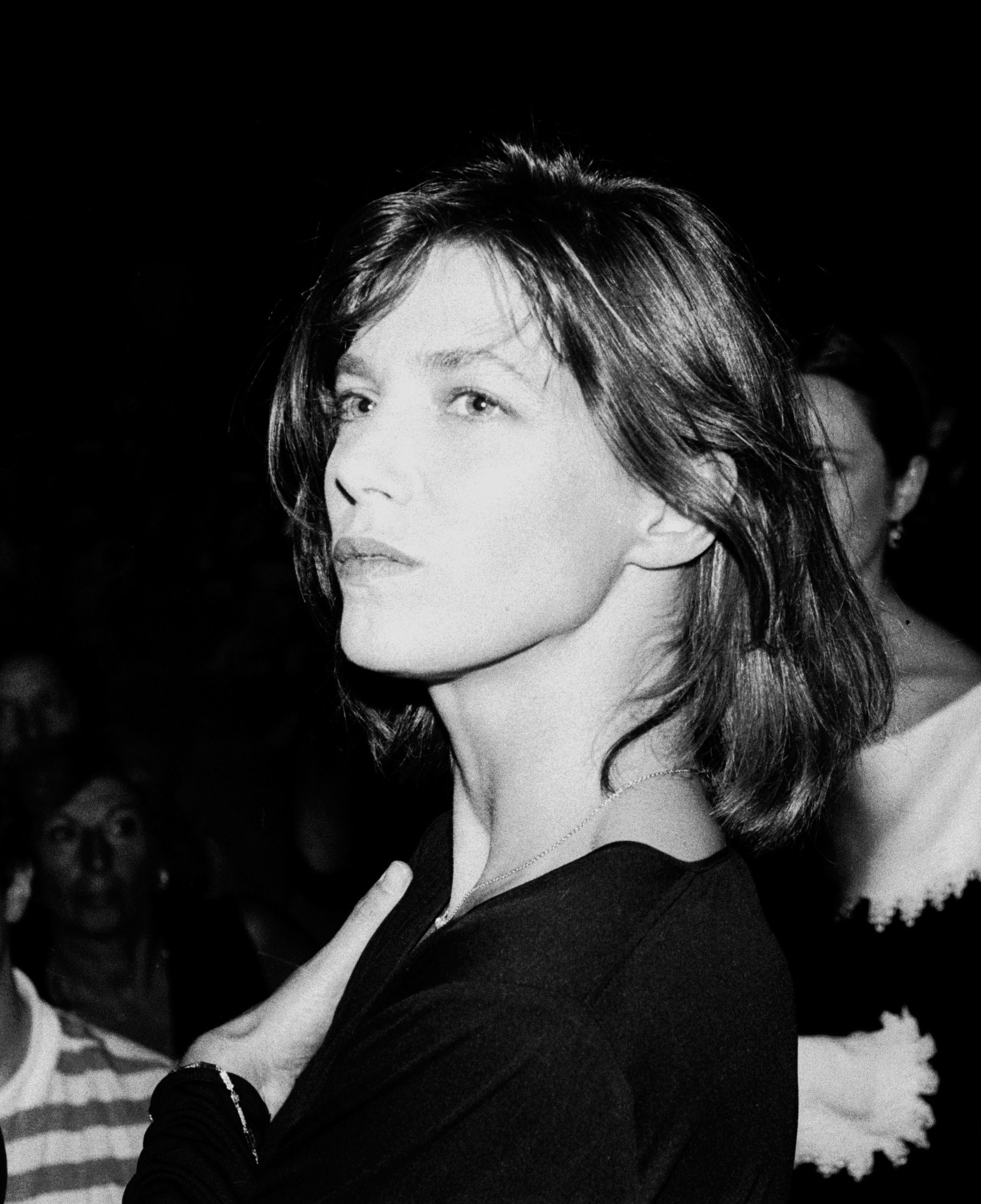
Engels-Franse actrice en zangeres Jane Birkin, de inspiratiebron voor de tas

In 1984 reisde Jane Birkin met het vliegtuig van Parijs naar Londen. Ze was recent moeder geworden en klaagde tegen een andere passagier dat haar tas altijd te klein was om alles mee te nemen dat ze nodig had. Ze zei dat ze gewoon een modieuze luiertas nodig had, een aanpassing van de Kelly-tas die Hermès al produceerde maar die niet te openen was terwijl deze gedragen werd. De medepassagier tegen wie ze sprak bleek Jean-Louis Dumas te zijn, de CEO van Hèrmes. Hij pakte een spuugzakje dat in het vliegtuig aanwezig was en begon de Birkin Bag te schetsen. Waar Birkin de Kelly als basis gebruikte, ging Dumas duidelijk uit van de haut à courroies.
Dumas liet Birkin haar nieuwe tas ophalen en vroeg haar direct of haar naam gebruikt mocht worden voor de nieuwe tassenlijn. Birkin stemde hier mee in en ontving hiervoor ook royalty's. Deze worden geschat op een bedrag van 30.000 euro per jaar, en worden gedoneerd aan een goed doel naar keuze van Birkin. Birkin bezat gedurende haar leven telkens maar één Birkin-tas tegelijk en veilde haar oude, altijd veel gebruikte, exemplaar voor het goede doel zodra ze haar nieuwe tas in bezit had. Birkin vond de tas - die leeg al een kilogram weegt - veel te zwaar.
In 2015 verzocht Birkin Hermès te stoppen met het gebruik van haar naam voor de krokodilleren tassen, nadat hierop kritiek was gekomen vanuit People for the Ethical Treatment of Animals. Hermès lijkt wat met deze kritiek gedaan te hebben, want een jaar later mocht Hermès haar naam ook voor deze tassen weer gebruiken.

## Ontwerp

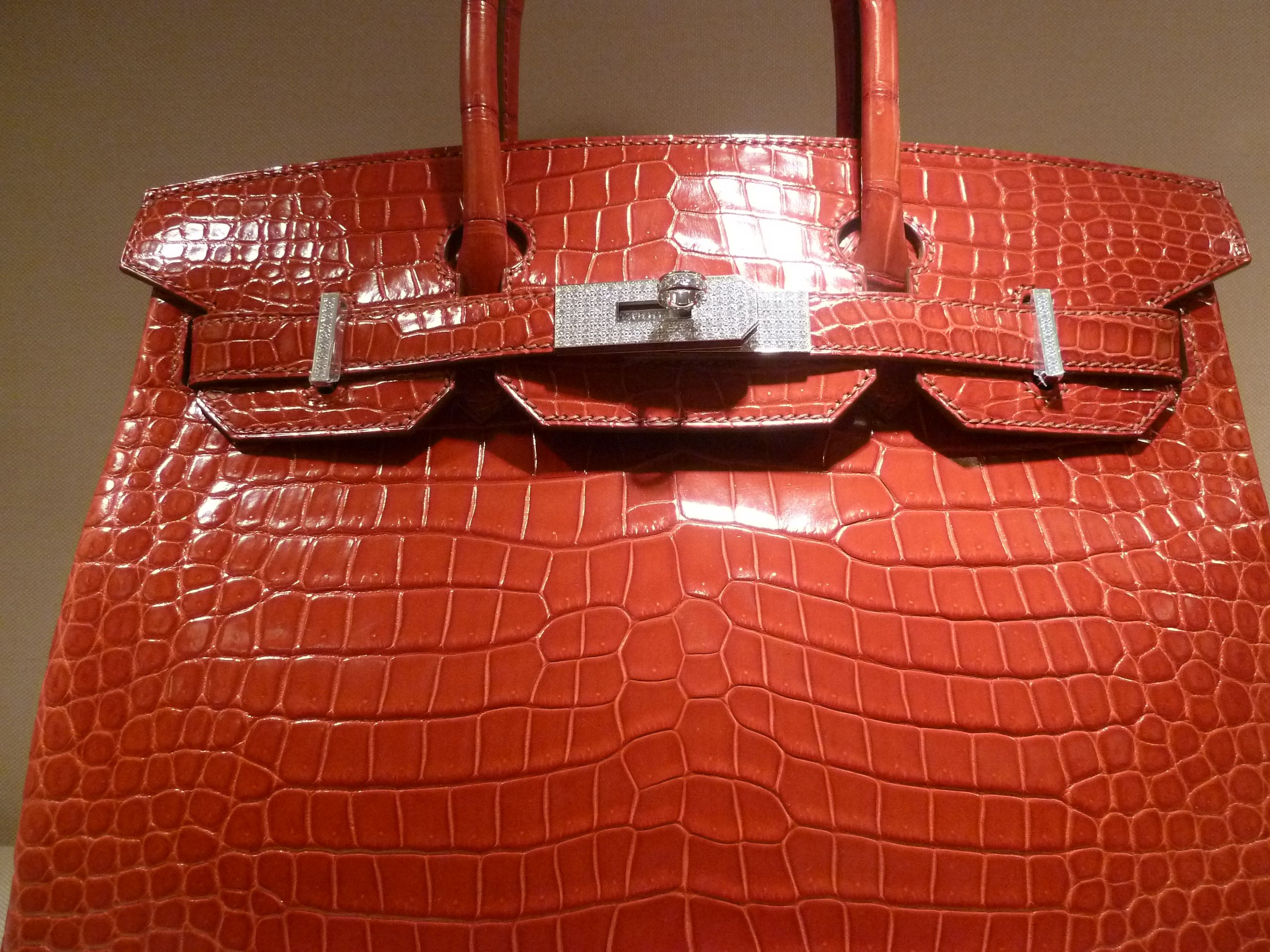
Hermès Birkin-tas van rood krokodillenleer

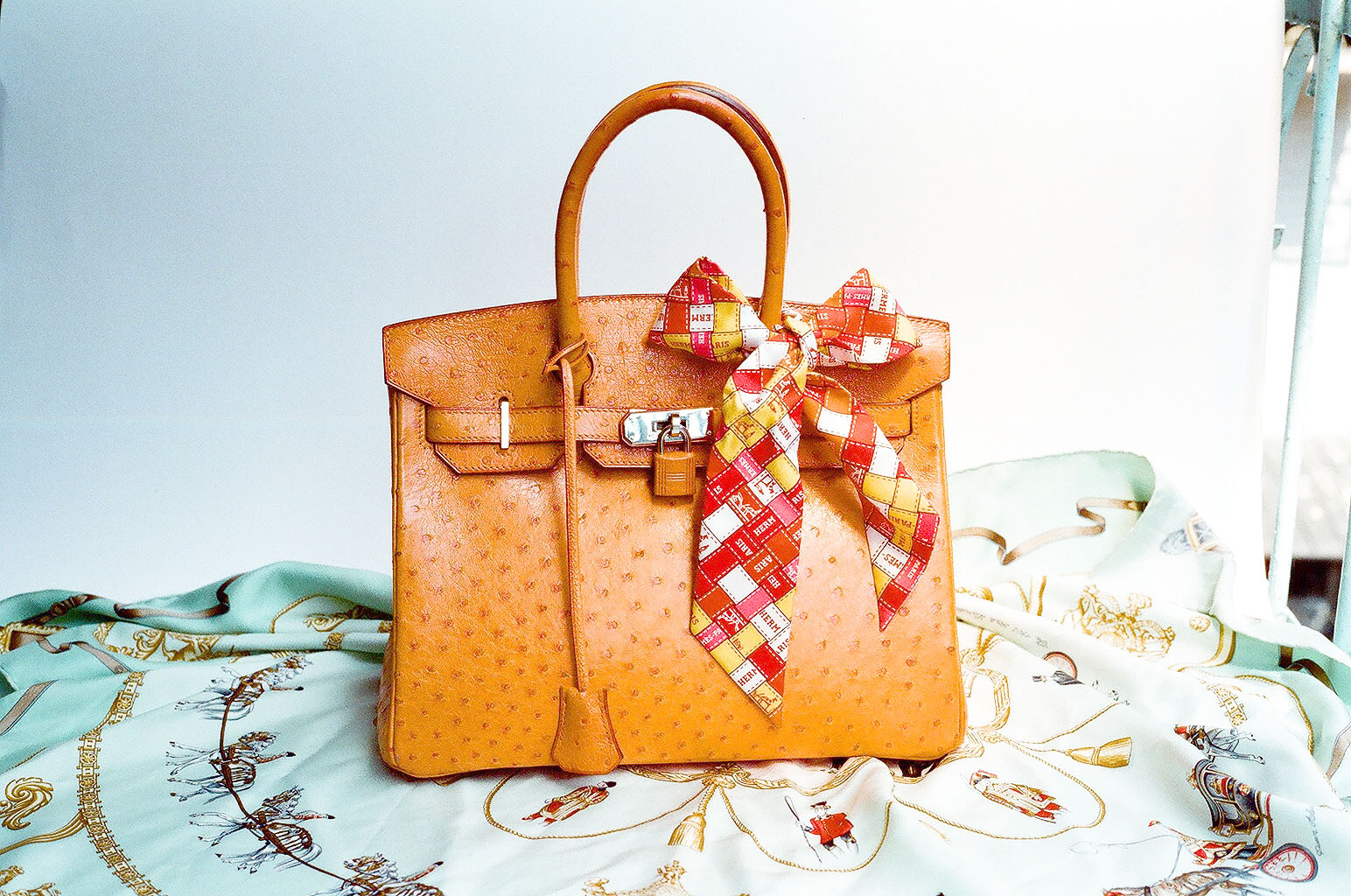
Hermès Birkin-tas van struisvogelleer.

Birkin-tassen lijken, aangezien ze geïnspireerd zijn op deze tassen, enigszins op de Kelly-tas. De Birkins hebben een trapezium-vorm met een zachte bolling aan de bovenkant en hebben twee handvatten, zodat de tas met één hand kan worden vastgehouden en de gebruiker met de andere hand dingen uit de tas kan pakken. Hierin verschillen de Birkins van de Kelly-tassen, die slechts één handvat hebben. Verder heeft de Birkin-tas geen schouderband in tegenstelling tot de Kelly en is de vorm wat vierkanter. De tas kan gesloten worden met een klep, die vastgemaakt wordt met metaalbeslag en eventueel met een bijgeleverd slotje.
De tas wordt in vijf verschillende standaardmaten geleverd, te weten: 25, 30, 35, 40 en 45 centimeter. Daarnaast wordt de tas in veel verschillende kleuren geleverd; neutrale, maar ook fellere kleuren. Ook het materiaal is uiteenlopend; er worden verschillende typen leer gebruikt, afkomstig van verschillende diersoorten, bijvoorbeeld tassen van struisvogel-, krokodillen- en hagedissenleer, naast de meer gebruikelijke leersoorten. Er wordt eveneens gevarieerd in wijze van bewerking. Er zijn tassen die van binnenuit genaaid worden, deze hebben wat minder structuur dan de tassen die van buitenaf worden genaaid.
Het metaalbeslag van de tassen is van messing, vaak met een laagje van een ander materiaal. Zo zijn er tassen waarvan het beslag verguld is, met goud of roségoud, of overtrokken is met andere metalen zoals palladium of ruthenium. In uitzonderlijke gevallen wordt het beslag met diamanten bezet. Op het beslag staat vaak ook (een variatie op) de naam Hermès. Op deze wijze dient het beslag ook als extra controle voor de echtheid van de tas.

## Waarde van de tas
De Birkin is al sinds het begin populair, maar won vooral in de jaren 1990 en het begin van de 21ste eeuw aan populariteit. De stijgende populariteit in de jaren '90 was nauw verbonden met de 'it bag'-rage van die periode. Deze rage, waarbij een bekende tas 'het' helemaal was en iedereen die tas wilde hebben, werd aangevuurd door het samenvoegen van modemerken in deze tijd. Toen de tas in 2001 in Sex and the City verscheen als een begerenswaardig product, werd dit nog eens versterkt.
De tassen zijn zo populair dat er vaak een wachtlijst voor is. In recessies wordt deze wachtlijst vaak korter vanwege de hoge prijs van de tas. Onder meer door deze wachtlijsten blijven tweedehands Birkins hun waarde behouden. Sterker nog, de waarde van een gebruikte Birkin Bag kan zelfs stijgen. Er wordt in dat kader ook wel gesproken van een goede investering; de waarde stijgt vaak harder dan die van diverse aandelen en de gemiddelde goudprijs.
De prijs van een nieuwe Birkin Bag lag in de winkels van Hermès in 2023 rond de 8000 euro. Afhankelijk van de uitvoering kan de tas echter veel duurder worden. In 2022 werd de duurste Birkin tot dan toe op een veiling van Sotheby's verkocht, met een prijs van 450.000 euro.
In 1994 liet Jane Birkin haar originele handtas uit 1985 veilen ten voordele van de Association Solidarité Sida, een Franse organisatie die zich inzette voor de strijd tegen aids. In 2000 werd het prototype verkocht aan de Parijse verzamelaar Catherine Bernier, die het op haar beurt in 2025 van de hand deed bij Sotheby's. De Birkin werd op 10 juli in Parijs geveild voor 7 miljoen euro, een recordbedrag voor een handtas bij een openbare verkoop. Inclusief veilingkosten moest de Japanse koper 8,6 miljoen euro betalen.

## Bekende gebruik(st)ers
Veel beroemdheden hebben een Birkin Bag in bezit en gebruik, onder anderen:
- David Beckham
- Victoria Beckham (zij zou meer dan 100 Birkin Bags bezitten)
- Stefani Joanne Angelina Germanotta beter bekend als Lady Gaga
- Marc Jacobs
- Elton John
- Kim Kardashian
- Miranda Kerr
- Heidi Klum
- Lindsay Lohan
- Eva Longoria
- Jennifer Lopez
- Demi Lovato
- Rita Ora
- Pharrell Williams